# Hans-Gert Pöttering

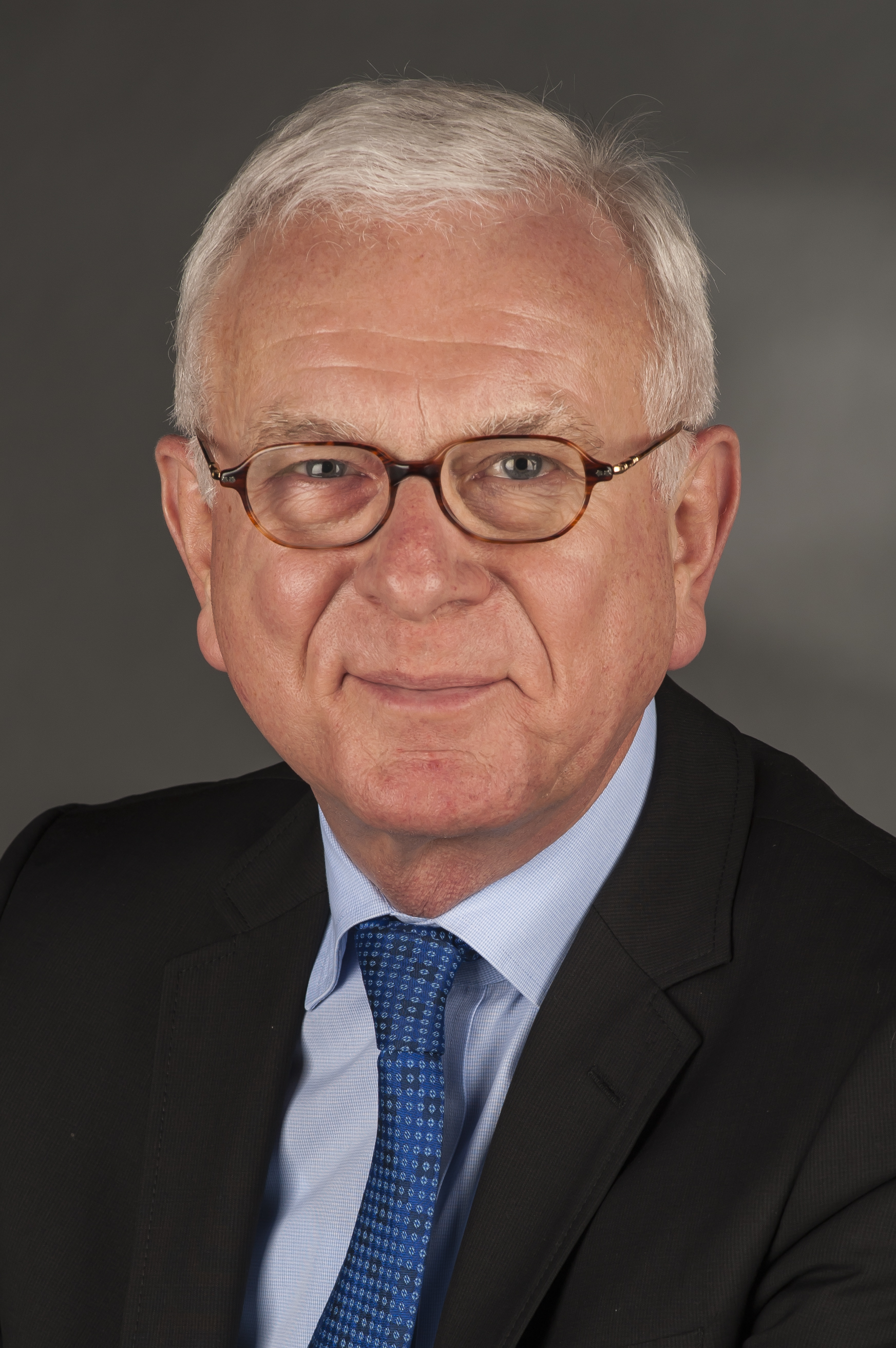
Hans-Gert Pöttering in 2014

Hans-Gert Pöttering (Bersenbrück (Nedersaksen), 15 september 1945) is een Duitse CDU-politicus. Van 16 januari 2007 tot 13 juli 2009 was hij voorzitter van het Europees Parlement.
Hij was lid van het Europees Parlement sinds 1979. Sinds 1999 was hij fractievoorzitter van de EVP-ED-fractie in het parlement. Als onderdeel van een afspraak met de socialistische groep volgde hij op 16 januari 2007 Josep Borrell op als voorzitter van het Europees Parlement in de tweede helft van diens termijn. In 2013 was Pöttering het enige lid in het Europees Parlement dat zetelde sinds de eerste rechtstreekse verkiezingen van 1979.
Hij was lid van het presidium van de CDU en voorzitter van de Konrad Adenauer Stichting.
Hij studeerde rechten, politicologie en geschiedenis in Bonn, Genève en aan de Columbia-universiteit in New York. Hij legde zijn eerste staatsexamen rechten af in 1973, promoveerde tot Dr. phil. in de politieke wetenschappen en geschiedenis in 1974 en legde zijn tweede staatsexamen rechten af in 1976.